# 노트르담 대성당 재개관
프랑스 파리 소재의 중세 가톨릭 성당인 노트르담 대성당이 2019년 4월 15일 화재로 인하여 크게 손상되어 5년 동안의 복원 작업을 거친 후 2024년 12월 7일에 재개관하였다. 재개관식은 에마뉘엘 마크롱 프랑스 대통령을 비롯하여 전·현직 국가원수를 포함한 각국의 고위 인사들이 참석한 가운데 거행되었다.

## 화재와 그 후
노트르담 대성당은 복원 공사 중이던 2019년 4월 15일, 원인 불명의 화재로 첨탑과 중세 목조 지붕이 소실되었다. 이후 5년간의 복원 공사를 거쳐 2024년 12월 7일 재개관식을 가졌다.
대성당 복원을 위해 전 세계 150개국에서 약 1조 2,724억 원을 지원하였으며, 총 1조 528억 원이 복원에 투입되었다.

## 재개관식
재개관식은 프랑스 정부의 주최로 열렸다. 도널드 트럼프 미국 대통령 당선인 등 30여국에서 온 정상과 정부수반, 각국 귀빈, 화재 당시 진압 작업을 벌였던 소방관들과 성당 복원 작업자들, 가톨릭계 인사 등 약 1,500여명이 참석한 가운데 거행되었다. 또한, 일론 머스크 테슬라 최고경영자(CEO)도 참석하였다.
로랑 울리히 파리 대주교가 지팡이로 대성당의 문을 세 번 두드리는 의식으로 대성당의 재개관이 시작되었다.
"프랑스 국민을 비롯해 대성당 재건을 도와준 모든 분께 감사함을 전하기 위해 이 자리에 섰다. 불가능을 해냈다. 이제 노트르담 대성당은 가톨릭 신자들과 파리, 프랑스, 전 세계에 돌아왔다."— 에마뉘엘 마크롱 프랑스 대통령 기념사